# Oblężenie Krui (1478)
Oblężenie Krui – czwarte i ostatnie oblężenie miasta Kruja, które miało miejsce w 1478 roku.

## Przebieg
W obronie Krui wzięło udział łącznie do 5 tysięcy sił albańskich i weneckich. Osmański sułtan Mehmed II Zdobywca postawił obrońcom ultimatum; obiecał pozostawienie obrońców przy życiu w zamian za kapitulację. Obrońcy Krui zgodzili się na ultimatum, jednak zostali straceni.